# División de Honor de Guadalupe 2020-21
La División de Honor de Guadalupe 2020-21 fue edición número 70 de la División de Honor de Guadalupe.

## Equipos participantes
- Amical Club
- Arsenal Club
- AS Dynamo (P)
- AS Le Gosier (C)
- ASG Juventus (P)
- Cerfa FC (N)
- CS Moulien
- CS Saint-François (P)
- Jeunesse Evolution FC
- JS Vieux-Habitants
- La Gauloise
- Phare du Canal
- RC Basse-Terre
- RS Guadeloupe (P)
- Solidarité Scolaire
- Stade Lamentinois
- US Baie Mahault
- USR Sainte-Rose

## Ronda Regular
Actualizado el 8 de Marzo de 2021

### Grupo A
| Pos. | Equipo              | PJ | PG | PE | PP | GF | GC | DG  | Pts. | Clasificado a    |
| ---- | ------------------- | -- | -- | -- | -- | -- | -- | --- | ---- | ---------------- |
| 1    | AS Le Gosier        | 16 | 12 | 4  | 0  | 38 | 14 | +24 | 56   | Grupo Campeonato |
| 2    | CS Moulien          | 16 | 10 | 3  | 3  | 33 | 11 | +22 | 49   | Grupo Campeonato |
| 3    | Solidarité Scolaire | 16 | 8  | 3  | 5  | 27 | 22 | +5  | 43   | Grupo Campeonato |
| 4    | ASG Juventus        | 16 | 7  | 4  | 5  | 19 | 16 | +3  | 41   | Grupo Campeonato |
| 5    | La Gauloise         | 16 | 6  | 4  | 6  | 15 | 18 | -3  | 38   | Grupo Descenso   |
| 6    | Stade Lamentinois   | 16 | 5  | 2  | 9  | 20 | 36 | -16 | 33   | Grupo Descenso   |
| 7    | Arsenal Club        | 16 | 4  | 4  | 8  | 20 | 19 | +1  | 32   | Grupo Descenso   |
| 8    | Amical Club         | 16 | 2  | 5  | 9  | 8  | 19 | -11 | 27   | Grupo Descenso   |
| 9    | CS Saint-François   | 16 | 2  | 3  | 11 | 16 | 40 | -24 | 25   | Grupo Descenso   |

### Grupo B
| Pos. | Equipo                | PJ | PG | PE | PP | GF | GC | DG  | Pts. | Clasificado a    |
| ---- | --------------------- | -- | -- | -- | -- | -- | -- | --- | ---- | ---------------- |
| 1    | Jeunesse Evolution FC | 16 | 8  | 8  | 0  | 26 | 11 | +15 | 48   | Grupo Campeonato |
| 2    | Phare du Canal        | 16 | 9  | 5  | 2  | 25 | 11 | +14 | 48   | Grupo Campeonato |
| 3    | RS Guadeloupe         | 16 | 9  | 1  | 6  | 27 | 21 | +6  | 44   | Grupo Campeonato |
| 4    | USR Sainte-Rose       | 16 | 8  | 1  | 7  | 23 | 28 | -5  | 41   | Grupo Campeonato |
| 5    | US Baie Mahault       | 16 | 5  | 6  | 5  | 35 | 28 | +7  | 37   | Grupo Descenso   |
| 6    | JS Vieux-Habitants    | 16 | 5  | 3  | 7  | 24 | 29 | -5  | 34   | Grupo Descenso   |
| 7    | RC Basse-Terre        | 16 | 3  | 6  | 7  | 18 | 26 | -8  | 31   | Grupo Descenso   |
| 8    | AS Dynamo             | 16 | 3  | 5  | 8  | 19 | 26 | -7  | 30   | Grupo Descenso   |
| 9    | Cerfa FC              | 16 | 3  | 4  | 9  | 24 | 41 | -17 | 29   | Grupo Descenso   |

## Grupo Campeonato
Actualizado el 20 de abril de 2021.
| Pos. | Equipo                | PJ | PG | PE | PP | GF | GC | DG  | Pts. | Clasificado a |
| ---- | --------------------- | -- | -- | -- | -- | -- | -- | --- | ---- | ------------- |
| 1    | AS Le Gosier (C)      | 9  | 6  | 3  | 0  | 21 | 10 | +11 | 30   | Semifinales   |
| 2    | Jeunesse Evolution FC | 8  | 4  | 3  | 1  | 9  | 5  | +4  | 23   | Semifinales   |
| 3    | Phare du Canal        | 9  | 4  | 2  | 3  | 11 | 9  | +2  | 23   | Semifinales   |
| 4    | CS Moulien            | 9  | 4  | 2  | 3  | 11 | 9  | +2  | 23   | Semifinales   |
| 5    | ASG Juventus          | 9  | 4  | 1  | 4  | 10 | 10 | 0   | 22   |               |
| 6    | RS Guadeloupe         | 9  | 2  | 1  | 6  | 12 | 13 | -1  | 16   |               |
| 7    | Solidarité Scolaire   | 8  | 2  | 2  | 4  | 13 | 21 | -8  | 16   |               |
| 8    | USR Sainte-Rose       | 9  | 2  | 0  | 7  | 7  | 17 | -10 | 15   |               |

## Grupo Descenso
Actualizado el 20 de abril de 2021.
| Pos. | Equipo                | PJ | PG | PE | PP | GF | GC | DG  | Pts. | Clasificado a                |
| ---- | --------------------- | -- | -- | -- | -- | -- | -- | --- | ---- | ---------------------------- |
| 1    | La Gauloise           | 10 | 6  | 3  | 1  | 15 | 6  | +9  | 31   |                              |
| 2    | Arsenal Club          | 10 | 5  | 4  | 1  | 17 | 7  | +10 | 29   |                              |
| 3    | US Baie Mahault       | 11 | 4  | 3  | 4  | 26 | 18 | +8  | 26   |                              |
| 4    | Amical Club           | 11 | 3  | 5  | 3  | 9  | 10 | -1  | 25   |                              |
| 5    | Stade Lamentinois     | 10 | 4  | 2  | 4  | 18 | 23 | -5  | 24   |                              |
| 6    | JS Vieux-Habitants    | 10 | 3  | 4  | 3  | 17 | 15 | +2  | 23   |                              |
| 7    | AS Dynamo (R)         | 10 | 3  | 4  | 3  | 20 | 19 | +1  | 23   | Promoción de Honor 1 2021-22 |
| 8    | RC Basse-Terre        | 9  | 3  | 4  | 2  | 13 | 14 | -1  | 21   |                              |
| 9    | Cerfa FC              | 11 | 2  | 3  | 6  | 17 | 26 | -9  | 20   |                              |
| 10   | CS Saint-François (R) | 10 | 1  | 2  | 7  | 7  | 21 | -14 | 15   | Promoción de Honor 1 2021-22 |